# Hans Ehlers (Pfarrer)
Julius Hans Wilhelm Ehlers (* 7. September 1889 in Braunschweig; † 17. Oktober 1978 ebenda) war ein deutscher lutherischer Pfarrer und niedersächsischer Heimatforscher.

## Leben
Hans Ehlers wurde 1889 in Braunschweig geboren. Der Sohn eines Lehrers studierte evangelische Theologie in Göttingen und Halle. Am Ersten Weltkrieg nahm er zunächst als Frontkämpfer und infolge einer Verletzung ab 1916 als Feldgeistlicher teil. Er wurde 1919 Pfarrer in Schlewecke bei Bockenem und ging 1928 als Pfarrer nach Greene. Ehlers wurde 1937 zum stellvertretenden Propst ernannt und erhielt 1948 den Titel Kirchenrat verliehen. Er wurde 1950 in den Ruhestand versetzt und war nachfolgend verstärkt als Heimatforscher tätig.
Er verfasste mehrere Ortsgeschichten, die als maschinenschriftliche Manuskripte vervielfältigt wurden. Zu den Orten zählen Bruchhof, Erzhausen, Garlebsen,  Haieshausen und Ippensen im ehemaligen Kreis Gandersheim sowie Salzdahlum im Landkreis Wolfenbüttel. Im Jahr 1965 folgten die Ortsgeschichten von Kreiensen und Beulshausen. Auch auf den Gebieten der Mundartforschung und der Sammlung von Flurnamen war er tätig. Ehlers war Mitglied im Braunschweigischen Landesverein für Heimatschutz, in dessen Vereinszeitschrift Braunschweigische Heimat zahlreiche seiner heimatkundlichen Artikel erschienen.
Ehlers starb im Oktober 1978 im Alter von 89 Jahren in Braunschweig.

## Schriften (Auswahl)
- Führer durch Greene.1934.
- Führer durch Greene und seine Geschichte. 1937.
- Von der Mahlmühle zum Kraftwerk. In: Braunschweigische Heimat 33 (2), 1942, S. 33–35.
- Sagen von der Greener Burg. In: Braunschweigische Heimat 40 (2), 1954, S. 61–62.
- Hundert Jahre Eisenbahn Kreiensen-Holzminden. In: Braunschweigische Heimat 51 (4), 1965, S. 97–100.
- Die Wahnemühle und der frühere Alabasterbruch bei Kreiensen. In: Braunschweigische Heimat 52 (2), 1966, S. 53–54.
- Greene im Wandel der Zeiten. Verlag Heckner, Bad Gandersheim 1967.
- Das Leinetalwerk und die Wüstung Meynshausen. In: Braunschweigische Heimat 53 (3/4), 1967, S. 100–102.
- Das Pumpspeicherwerk bei Erzhausen. In: Braunschweigische Heimat 54 (3/4), 1968, S. 116–119.
- Das Braunschweigische Eichamt von 1837 bis 1947. In: Braunschweigische Heimat 55 (2), 1969, S. 76–78.
- Der Hagelfeiertag im Lande Braunschweig. In: Braunschweigische Heimat 60 (1), 1974, S. 16–18.